# Distretto di Anamur
Il distretto di Anamur (in turco Anamur ilçesi) è uno dei distretti della provincia di Mersin, in Turchia.